# Футбольний матч Аргентина — Англія (1986)
Аргентина — Англія (1986) — футбольний матч чвертьфіналу чемпіонату світу 1986 року між збірними Аргентини та Англії, що відбувся 22 червня 1986 року на стадіоні «Ацтека» в Мехіко.

## Шлях збірних на турнірі
| Збірна         | І | В | Н | П | ГЗ | ГП | РГ | О |
| -------------- | - | - | - | - | -- | -- | -- | - |
| Аргентина      | 3 | 2 | 1 | 0 | 6  | 2  | +4 | 5 |
| Італія         | 3 | 1 | 2 | 0 | 5  | 4  | +1 | 4 |
| Болгарія       | 3 | 0 | 2 | 1 | 2  | 4  | −2 | 2 |
| Південна Корея | 3 | 0 | 1 | 2 | 4  | 7  | −3 | 1 |

| Збірна     | І | В | Н | П | ГЗ | ГП | РГ | О |
| ---------- | - | - | - | - | -- | -- | -- | - |
| Марокко    | 3 | 1 | 2 | 0 | 3  | 1  | +2 | 4 |
| Англія     | 3 | 1 | 1 | 1 | 3  | 1  | +2 | 3 |
| Польща     | 3 | 1 | 1 | 1 | 1  | 3  | -2 | 3 |
| Португалія | 3 | 1 | 0 | 2 | 2  | 4  | −2 | 2 |

## Історія

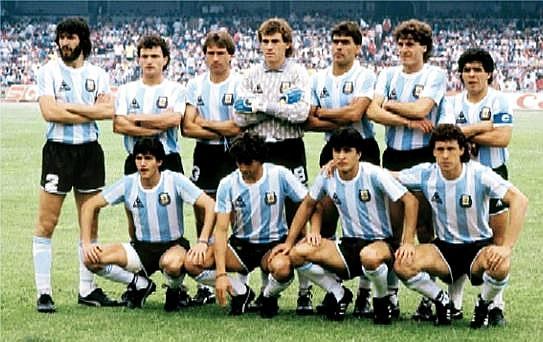
Збірна Аргентини на чемпіонату світу 1986 року

«Гол століття». Схематичне зображення

### Перед грою
В 1/4 фіналу англійцям в суперники потрапила збірна Аргентини. Гра мала не тільки спортивний підтекст: за 4 роки до чемпіонату світу Аргентина і Велика Британія воювали за Фолклендські (Мальвінські) острови, через що на трибунах та за її межами відбулися зіткнення вболівальників, які пам'ятали ці події.

### Події матчу

#### 1 тайм
Матч розпочався з обопільних атак. Аргентина володіла перевагою більшу частину ігрового часу, але не могла відкрити рахунок, так як воротар англійців Пітер Шилтон парирував удари аргентинців. Більшу частину моментів створював Марадона. На 13-й хвилині у англійців була можливість відкрити рахунок: Пітер Бірдслі спробував скористатися помилкою воротаря Нері Пумпідо, але не зміг забити. На перерву команди пішли за рахунку 0:0.

#### 2 тайм
На 51-й хвилині Дієго Марадона відкрив рахунок. Стів Ходж невдало відбив м'яч на свого воротаря Пітера Шилтона, і Марадона, який поступався голкіперу в зрості на 20 см, своєю лівою рукою, випередивши воротаря, забив гол. Арбітр зустрічі тунісець Алі Бен-Насер порушення правил не зафіксував. Цей гол викликав бійку на трибунах, в якій англійські вболівальники напали на аргентинських. Після гри Дієго сказав: «Я не торкнувся м'яча, це була рука Бога» (ісп. Yo no la toqué, fue la mano de Dios), через що цей гол і став називатись «Рука Бога». Відео- і фотоматерали, які були показані по телеканалам і в газетах у всьому світі, засвідчили, що гол справді було забито рукою. У зв'язку з чим тренер збірної Англії Боббі Робсон назвав його «Рукою шахрая» (англ. The Hand of a Rascal).
Вже через кілька хвилин після першого м'яча Дієго забив ще один гол. Він обіграв послідовно 6 англійських гравців (Гаррі Стівенса, Пітера Ріда, Стіва Ходжа, Террі Бутчера, голкіпера Пітера Шилтона і Террі Фенвіка), після чого закотив м'яч у порожні ворота. Пізніше, в 2002 році, цей гол назвали найкращим в історії чемпіонатів світу, завдяки чому він отримав назву Гол століття (англ. Goal of the Century).
В кінці матчу Ґарі Лінекер відіграв один м'яч, забивши шостий гол на турнірі, проте з таким рахунком матч і завершився.

### Після матчу
Через поразку збірна Англії була змушена покинути турнір, а Аргентина продовжила боротьбу і здобула титул чемпіонів світу.
Більшість аргентинців погодилися зі словами Дієго Марадони, що ця перемога стала помстою за Фолклендську війну. Ветеран аргентинського футболу Роберто Перфумо сказав:
«У 1986 році перемоги в цьому матчі над Англією було достатньо. Виграш чемпіонату світу відходив на другий план. Перемога над Англією була нашою справжньою метою.»

### Протокол матчу
| 22 червня 1986 12:00 CST |

| Аргентина               | 2 – 1    | Англія           |
| ----------------------- | -------- | ---------------- |
| Дієго Марадона 51', 54' | Протокол | Ґарі Лінекер 80' |

| «Ацтека». Мехіко Глядачів: 114 580 Арбітр: Алі Бен-Насер |

| Аргентина | Англія |

| АРГЕНТИНА:     |    |                    |     |     |
|                |    |                    |     |     |
| ГК             | 18 | Нері Пумпідо       |     |     |
| ЗХ             | 5  | Хосе Луїс Браун    |     |     |
| ЗХ             | 9  | Хосе Кучуффо       |     |     |
| ЗХ             | 19 | Оскар Руджері      |     |     |
| ПЗ             | 2  | Серхіо Батіста     | 60' |     |
| ПЗ             | 7  | Хорхе Бурручага    |     | 75' |
| ПЗ             | 10 | Дієго Марадона (к) |     |     |
| ПЗ             | 12 | Ектор Енріке       |     |     |
| ПЗ             | 14 | Рікардо Джусті     |     |     |
| ПЗ             | 16 | Хуліо Олартікоечеа |     |     |
| НП             | 11 | Хорхе Вальдано     |     |     |
| Заміни:        |    |                    |     |     |
| ПЗ             | 21 | Карлос Тапія       |     | 75' |
| Тренер:        |    |                    |     |     |
| Карлос Білардо |    |                    |     |     |

| АНГЛІЯ:      |    |                  |    |     |
|              |    |                  |    |     |
| ГК           | 1  | Пітер Шилтон (к) |    |     |
| ЗХ           | 2  | Гарі Стівенс     |    |     |
| ЗХ           | 3  | Кенні Сенсом     |    |     |
| ЗХ           | 14 | Террі Фенвік     | 9' |     |
| ЗХ           | 6  | Террі Батчер     |    |     |
| ПЗ           | 4  | Гленн Годдл      |    |     |
| ПЗ           | 16 | Пітер Рід        |    | 64' |
| ПЗ           | 17 | Тревор Стівен    |    | 74' |
| ПЗ           | 18 | Стів Годж        |    |     |
| НП           | 10 | Гарі Лінекер     |    |     |
| НП           | 20 | Пітер Бердслі    |    |     |
| Заміни:      |    |                  |    |     |
| НП           | 11 | Кріс Водл        |    | 64' |
| НП           | 19 | Джон Барнс       |    | 74' |
| Тренер:      |    |                  |    |     |
| Боббі Робсон |    |                  |    |     |

| Лайнсмени: Берні Уллоа Морейра Богдан Дочєв |